# Dodge, Oklahoma
Dodge är en ort i Delaware County i delstaten Oklahoma, USA.